# Фролов Володимир Йосипович
Володимир Йосипович Фролов  (рос. Владимир Иосифович Фролов)  (нар. 15 лютого 1939 року),в станиці Нижньо-Курмоярской Цимлянського району Ростовської області — поет, член Спілки письменників СРСР, Росії з 1982 року. Помер у 2007 році.

## Біографія
У своїй рідній станиці Нижньо-Курмоярской Володимир Фролов жив і навчався до п'ятого класу середньої школи. У 1951 році у зв'язку із спорудженням греблі і утворення Цимлянського моря станиця Нижньо-Курмоярская була затоплена. Сім'я Фролових переселилася в станицю Лозновскую, де 1957 році Ст. Фролов закінчив середню школу. Вступив в технічне училище.
З 1958 року до призову армії був електриком в цеху механізації і верстатобудування на Ростсільмаш. Після армії довгий час працював в заводській энерголаборатории, а з 1971 року став співробітником виїзної редакції газети "Вечірній Ростов" на реконструкції Ростсільмашу.
З 1990 року по 1991 рік – голова правління Ростовської письменницької організації Спілки письменників СРСР. З 1991 року по 2006 рік – голова правління Ростовського регіонального відділення Союзу письменників Росії.

## Творчість
З 1962 року Володимир Йосипович Фролов почав відвідувати літературну групу при заводському Палаці культури. Вперше його вірші були опубліковані ще в 1961 році в газеті Київського військового округу "Ленінський прапор". Згодом вірші молодого поета друкувалися в колективних збірниках "День донський поезії", "Серця й зірки", "В шинелі, зшитою з вогню", "Донська сторона", "Позивні весни", "Добре на Дону вечора", "Четверта зміна", в журналах "Дон", "Вогник", "Москва", "Зміна", "Молода гвардія", "Дружба", у центральних та обласних газетах, звучали по радіо і телебаченню.
Перша книжка Володимира Фролова "Розрив-трава" вийшла в Ростовському книжковому видавництві в 1979 році, в 1981 року в Москві у видавництві "Сучасник" побачила світ його друга книга - Високі дзвони", а в 1985 року у цьому ж видавництві вийшла книга віршів "Земний уклін".
Вірші Володимира Йосиповича Фролова звернені до Батьківщини, її минулого і теперішнього. Чистий звук дзвонів - голос Батьківщини, так розкривається поетичний сенс назви другої збірки поета.
Володимир Фролов - лауреат і дипломант ряду обласних конкурсів творчої молоді.

## Нагороди
- Медаль «За доблесну працю» у відзначенні 100-річчя з дня народження в. І. Леніна

- Почесна грамота Державної Думи Російської Федерації (11 лютого 1999 року)

- Почесна грамота Спілки письменників РРФСР №766 від 6 лютого 1989 року

- Подяка Повноважного представника Президента Російської Федерації В. Р. Казанцева

## Твори В. І. Фролова
Окремі видання:
- Розрив-трава. Вірші. – Ростов н/Д: Кн. вид-во, 1979.

- Високі дзвони. Вірші. – М: Сучасник, 1981.

- Земний уклін. Вірші. – М.: Сучасник, 1985.

- Осягнення тривог. Вірші. – Ростов н/Д: Ростиздат, 1988.

- Земля батьків. Вірші. – Ростов н/Д: Ростиздат, 1998.

- Утамуй мої печалі. Вірші. – Ростов.: МП «Книга».

- Ворота Надії. Вірші. – Ростов н/Д: Нова книга, 2004.